# Sheyla Grajales
Sheyla María Grajales Gálvez (Ciudad de Panamá, Panamá 13 de julio de 1984) es una contadora, administradora y política panameña. Desde 2014 funge como representante del corregimiento de Victoriano Lorenzo del Distrito de San Miguelito, electa por primera vez en las elecciones generales de 2014 y reelecta en las Elecciones generales de 2019.
En julio de 2019 fue nombrada gobernadora de la provincia de Panamá en el gobierno de Laurentino Cortizo.
El 6 de febrero de 2020 asumió el cargo de ministra de Gobierno en reemplazo de Carlos Romero. Durante su gestión como ministra, sucedía una crisis institucional en los ministerios de Gobierno y Seguridad Pública, por la fuga del Centro Penitenciario La Mega Joya del asesino múltiple Gilberto Ventura Ceballos, asistido por personal de la Policía Nacional de Panamá y del Sistema Penitenciario; además de fuertes cuestionamientos por deudas al fisco panameño y por una supuesta relación de pareja con el viceministro de Comercio Interior Omar Montilla. Producto de dichas controversias, Grajales renunció como ministra a los 14 días, y regresando nuevamente como representante de corregimiento.

## Biografía

### Familia
Es hija de Diadelma Gálvez y Edmundo Grajales, político que ejerció también como representante del corregimiento de Victoriano Lorenzo. Estuvo en una relación con el comunicador social Ariel Borbua y actualmente mantiene una relación con el abogado y político Omar Montilla.[cita requerida]

### Estudios
Cursó sus estudios primarios y secundarios en la capital, ingresó a la Universidad Católica Santa María La Antigua en el 2008 y se tituló como contadora. Ese mismo año, se especializó como Administradora de Recursos Humanos. Al año siguiente obtuvo una maestría en gerencía estratégíca con especialización en gestión y administración de recursos humanos en 2014.

## Carrera política
Comenzó en política incursionando como administradora de la junta comunal de Victoriano Lorenzo del distrito de San Miguelito desde 2004 hasta 2014, institución que estaba dirigida por su padre Edmundo Grajales.
Se postuló para representante de corregimiento por el Movimiento Liberal Republicano Nacionalista (MOLIRENA), siendo electa en las elecciones generales de 2014 con 29 años de edad, sucediendo en el cargo a su padre.
En 2017 manifestó sus intenciones de participar en las elecciones generales de 2019, y logró la reelección.
Pocos días después fue designada como gobernadora de la provincia de Panamá, y se le otorgó por parte del Concejo Municipal de San Miguelito una licencia sin sueldo para ocupar el cargo.

### Ministra de Gobierno
Tras la crisis institucional en el Ministerio de Seguridad Pública, institución responsable de la Policía Nacional de Panamá y en el Ministerio de Gobierno, institución responsable del Sistema Penitenciario por la fuga del asesino en serie Gilberto Ventura Ceballos del Centro Penitenciario La Mega Joya, a las afueras de la capital ocasionó la destitución del entonces ministro de Gobierno Carlos Romero y la renuncia del entonces Ministro de Seguridad Pública Rolando Mirones, el presidente de la República Laurentino Cortizo la nombra como ministra de Gobierno, y al comisionado Juan Pino en el Ministerio de Seguridad Pública.
Con el nombramiento de Grajales como ministra surgieron diversas reacciones e informaciones en redes sociales y la prensa, en que mantenía una relación sentimental con el viceministro de Comercio Interior Omar Montilla, situación que no está avalada por la Constitución Política, la cual limita el grado de afinidad entre los ministros del Gabinete.

Artículo 197. No podrán ser nombrados Ministros de Estado los parientes del Presidente de la República dentro del cuarto grado de consanguinidad o segundo de afinidad, ni ser miembros de un mismo Gabinete personas unidas entre si por los expresados grados de parentesco.

A lo que el Presidente de la República Laurentino Cortizo dijo que investigaría.
Luego del Consejo de Gabinete realizado en La Chorrera el 19 de febrero, se rumoró su supuesta renuncia, la cual no fue confirmada inmediatamente por el Ministerio de la Presidencia ni por Grajales sino hasta horas después, cuando apenas con 14 días en el cargo renunció.